# Los Alfajores de la Pampa Seca
Los Alfajores de la Pampa Seca es una banda de rock formada a fines del año 1989 en la ciudad de Mendoza, Argentina. Desde el comienzo, este grupo supo lograr una buena repercusión a raíz de sus presentaciones en vivo. Junto con Alcohol Etílico, Vieja Cepa y Chancho Va, es uno de los grupos de rock más representativos del rock de  Mendoza.

## Historia
Los Alfajores de la Pampa seca se formaron en octubre de 1989. En el año 1991 obtuvieron el Premio Diario Los Andes, como la mejor banda en el rubro Música Contemporánea.  En el año 1992, cumplieron cien actuaciones en vivo y se presentaron junto al cantautor rosarino, Juan Carlos Baglietto.
En el año 1993, la banda grabó su primer trabajo discográfico, titulado La banda del garage (editado originalmente en casete y posteriormente reeditado en Disco compacto). En septiembre de 1996 viajan a la ciudad de Buenos Aires, con diversas actuaciones en Capital Federal.  En el año 1997 graban en la localidad de Guaymallén su segundo álbum  titulado Tarros con malvones.
En el año 1998 viajan al país vecino (Chile);  para participar en un Festival en  Santiago. Compartieron escenario con la banda de Blues porteña, Memphis la Blusera en el Teatro Independencia y al igual con Los Ratones Paranoicos.
En el año 1999, luego de una gira por Buenos Aires y por Chile, festejaron su décimo aniversario nuevamente en el Teatro Independencia con la participación de Pappo, donde a grabaron su tercer álbum Diez años vivos, editado en el año 2000. En el año 2000 comparten escenario con Celeste Carballo y Caballeros de la Quema en la Plaza Independencia, presentando su tercer material.
En marzo de 2001, participan en los festivales Síndrome de Rock y la Vendimia Rock, junto a otras agrupaciones también de Mendoza.
La banda toma un descanso en 2002. Luego de cinco años de ausencia, en el año 2007 la banda reaparece y participa en el MendoRock (festival de rock de Mendoza). En 2009 la agrupación festeja sus veinte años de existencia con la publicación de un DVD grabado en vivo, titulado 20 años... ya es algo!.
Actualmente la banda tras editar su nuevo trabajo "Por un gol" se encuentra realizando shows de difusión y presentando nuevos arreglos de sus ya legendarios temas.

## Miembros actuales

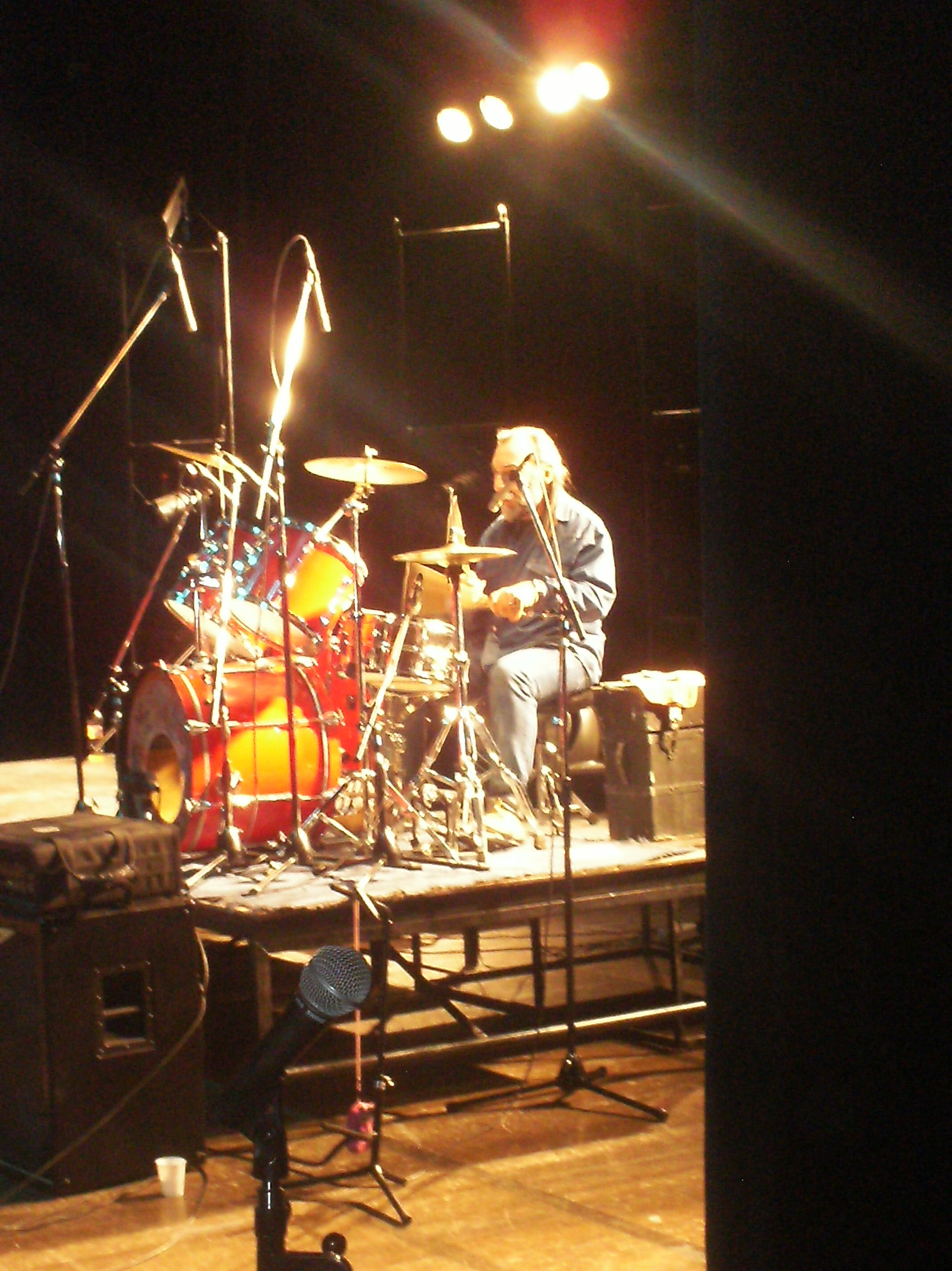
Carlos Casciani Batería
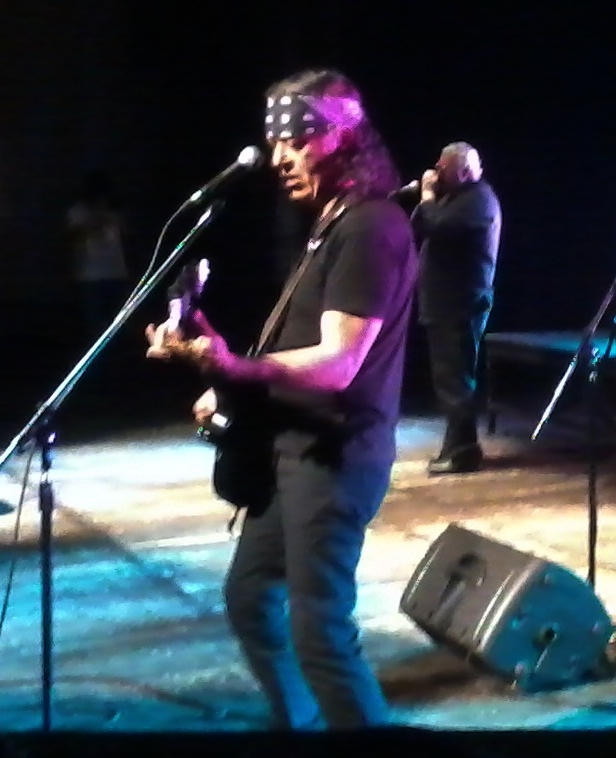
Roberto Fiat Guitarra y voz
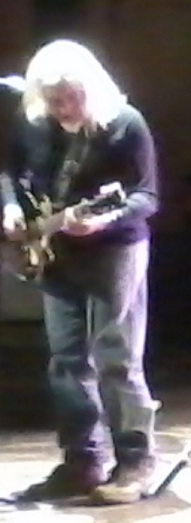
Sergio Bonelli Guitarra y voz
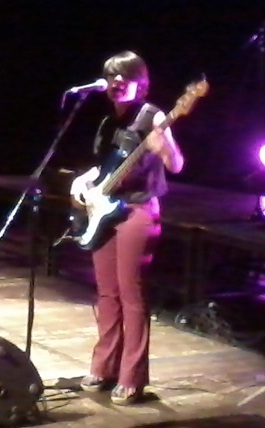
Paula Casciani Bajo y coros

## Discografía
- La banda del garage (1993)
- Tarros con malvones (1997)
- Diez años vivos (2000)
- 20 años... ya es algo! (2009)
- Por un gol (2017)